# Округ Пајк (Пенсилванија)
Округ Пајк (енгл. Pike County) је округ у америчкој савезној држави Пенсилванија.

## Демографија
По попису из 2010. године број становника је 57.369, што је 11.067 (23,9%) становника више него 2000. године.
| Група             | 2000.          | 2010.          |
| Белци             | 41.569 (89,8%) | 47.549 (82,9%) |
| Афроамериканци    | 1.513 (3,3%)   | 3.322 (5,8%)   |
| Азијати           | 285 (0,6%)     | 597 (1,0%)     |
| Хиспаноамериканци | 2.315 (5,0%)   | 5.173 (9,0%)   |
| Укупно            | 46.302         | 57.369         |